# Šjan MA700
Šjan Modern Ark 700 (MA700) je predlagano dvomotorno turbopropelersko regionalno potniško letalo kitajskega proizvajalca Šjan Aircraft Industry Company Ltd. Pri dizajniranju letala mu pomaga ukrajinsko podjetje Antonov. Pri objavi projekta leta 2007 so ga predstavili kot 70-sedežno letalo, na mitingu Airshow China leta 2008 je bilo razvidno da naj bi imel kapaciteto do 80 sedežev, v konfiguraciji štirje v vrsti.
MA700 je turbopropelersko letalo konvencionalne konfiguracije. Krilo je brez naklona in je nameščeno na vrhu trupa. Dva turbopropelerska motorja zahodnega proizvajalca Pratt & Whitney Canada sta nameščena v traktor (vlečni) konfiguraciji. Vsak propeler ima 6 aerodinamično oblikovanih krakov. Podvozje je tipa tricikel. Rep letala je T-konfiguracije. Letalo naj bi imelo 28 oken na vsaki strani.